# Lasioglossum virideglaucum
Lasioglossum virideglaucum är en biart som beskrevs av Ebmer och Sakagami 1994. Lasioglossum virideglaucum ingår i släktet smalbin, och familjen vägbin. Inga underarter finns listade i Catalogue of Life.